# Ульссон, Арне
Арне Ульссон (швед. Arne Olsson; 31 марта 1930 — 12 марта 2024) — первый епископ Миссионерской провинции, в последнее время — епископ-эмерит.

## Биография
Арне Ульссон родился в 1930 году в провинции Дальсланд. Был рукоположён в пасторы в диоцезе Карлстад, после этого в течение многих лет был приходским священником в Церкви Швеции. После ухода в 1992 году на пенсию занимал ряд почётных церковных должностей.
5 февраля 2005 года в Гётеборге он был хиротонисан во епископа Миссионерской провинции епископом Уолтером Обаре, архиепископом Евангелическо-лютеранской церкви Кении. Тем самым в Швеции возникла параллельная иерархия. После этого Ульссон и несколько его соратников были обвинены в расколе и запрещены в служении в Церкви Швеции.
Как епископ посвятил в сан четырёх епископов, 21 пастора и одного диакона. В 2010 году рукоположил в качестве своего преемника Роланда Густафссона. В 2019 году участвовал в хиротонии преемника Густафссона, епископа Бенгта Одаля.
Умер 12 марта 2024 года в возрасте 93 лет.